# 주월 미국 육군
주월 미국 육군(영어: United States Army Republic of Vietnam (USARV))는 베트남 전쟁 당시에 베트남 공화국에 주둔한 군단급의 미국 육군이며, 롱빈에 지원사령본부를 두었다.

## 역사
1961년 12월에 미국의 첫 전투부대와 주오키나와 제9군수사령부의 지원대가 베트남 공화국에 도착하였다.
지원대는 당시 미국 류큐 열도 육군 임시지원단(U.S. Army Ryukyu Support Group (Provisional))의 통제를 받았고, 1962년 4월 1일에 주월 미국 육군 지원단으로 정식적인 주월 주둔부대가 되었다.
초기 지휘는 미국 류큐 열도 육군에게서 받았다가 이후 베트남 군사원조사령부로 전속하였다.
1964년 3월 1일에 주월 미국 육군 지원사령부로 확장되었다.
미국 태평양 육군에 배속되었고, 다시 1년 뒤인 1965년 7월 20일 "주월 미국 육군(USARV)" 본부가 되었다.
1972년 5월 15일에 베트남 군사원조사령부(MACV)와 병합하여 USARV/MACV 지원 사령부로 통합되었고 1973년 3월 28일에 해체되었다.

## 산하 조직
- 사령부 본부
- 지원병력, 본부; 1965년 7월 27일 ~ 1973년 3월 28일
  - 지원병력, 본부 및 본부중대; 1972년 9월 7일 ~ 1973년 3월 28일
- 특수병력, 본부; 1966년 2월 15일 ~ 1972년 5월 15일
- 주월 미국 육군 본부지역사령부 (USAHAC); 1966년 4월 1일 ~ 1972년 5월 15일
- 제1군수사령부
- 붕따우 지역사령부
- 제1통신여단 - 롱빈; 1965년 4월 1일 ~ 1973년 1월 29일
- 제1항공여단; 1966년 ~ 1973년
- 제18군사경찰여단; 1966년 ~ 1973년
- 제34종합지원단 - 탄손냣; 1966년 1월 24일 ~ 1972년 11월 30일
- 공병대
  1. 주월 공병사령부 (임시); 1966년 ~ 1972년
    - 제18공병여단; 1965년 9월 ~ 1971년 9월 20일
    - 제20공병여단; 1967년 8월 ~ 1971년 9월 20일

  2. 주월 공병단; 1972년 ~ 1973년
- 의무대
  1. 제44의무여단 - 롱빈; 1966년 ~ 1970년
  2. 주월 의무사령부; 1970년 ~ 1973년
- 제525군사첩보단
- 미국 육군 보안국, 미확인 단급 부대
- 기초훈련단; 1971년 3월 1일 ~ 1972년 6월 29일
- 훈련고문단; 1971년 3월 1일 ~ 1972년 4월 29일
- 특수임무고문단; 1971년 3월 1일 ~ 1972년 4월 19일
- 롱빈창

### 기관
- 국방계약관리국, 주월 지부
- 육군물자사령부, 주월 군수원조사무국
- 사이공 영안실

## 계보
- 1962년 4월 1일, U.S. Army Support Group, Vietnam→주월 미국 육군 지원단
- 1964년 3월 1일, United States Army Republic of Vietnam Support Command→주월 미국 육군 지원사령부
- 1965년 7월 20일, United States Army Republic of Vietnam→주월 미국 육군
- 1972년 5월 15일, USARV/MACV Support Command→USARV/MACV 지원사령부

## 참고 자료
- Stanton, Shelby (1981). 《Vietnam Order of Battle》 (영어). 워싱턴 D.C.: U.S. News Books. 61-63쪽. ISBN 0-89193-700-5.
- Eckhardt, George S. (1991). 《Vietnam Studies – Command and Control 1950-1969》 (영어). 미국 육군부. 2014년 3월 18일에 원본 문서에서 보존된 문서. 2014년 3월 18일에 확인함.